# Енрике Рафаел
Енрике Роберто Рафаел е бразилски футболист, който играе като крило.

## Клубна кариера
Роден е на 23 август 1993 г. в Санта Рита. Преминава през младежката школа на „Атлетико (Минейро)”, а в основния отбор е от 2014 г. През същата година е отдаден под наем на „Ипатинга“, а след това последователно на „15 ноември”, „Парана” и „Баия”.
През юни 2017 г. Енрике Рафаел е закупен от ЦСКА. Носител на купата на България за сезон 2020/21. 

## Успехи
ЦСКА (София)
- Купа на България (1): 2021